# 奧爾尚卡區

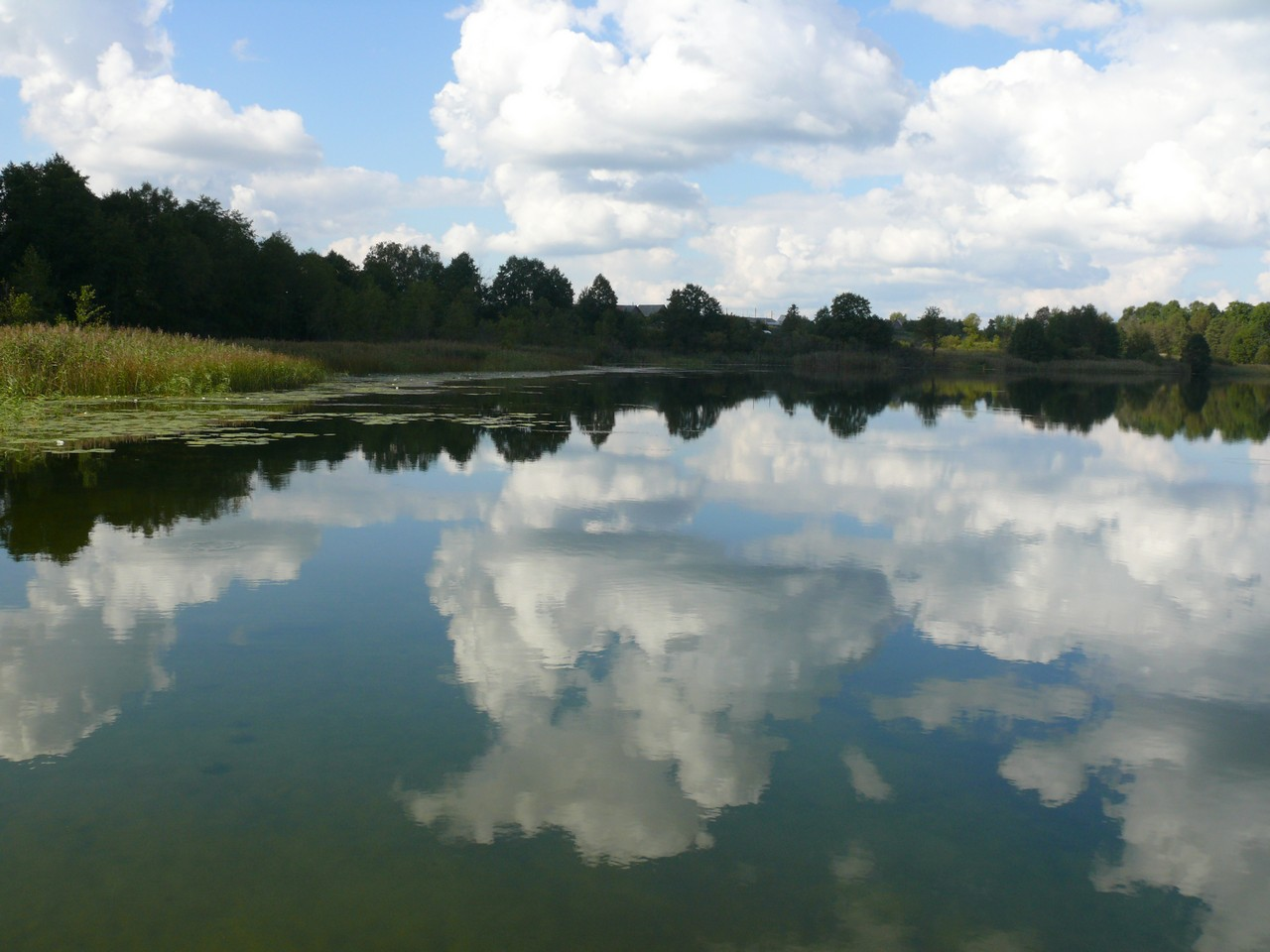

奧爾尚卡區（俄语：Оршанский район），是俄羅斯的一個區，位於該國西部，由馬里埃爾共和國負責管轄，面積880平方公里，2010年人口15,139，人口密度每平方公里17.2人。